# Роос, Фанни
Фанни Роос (швед. Fanny Roos; род. 2 января 1995 года) — шведская легкоатлетка, специализирующаяся в толкании ядра. Серебряный призёр Чемпионата Европы 2021 года в помещении. Пятикратная чемпионка Швеции (2014—2018). Шестикратная чемпионка Швеции в помещении (2014—2019). Обладательница двух национальных рекордов.

## Биография
Фанни Роос родилась 2 января 1995 года. Тренируется под руководством Вестеинна Хафстеинссона. На национальных соревнованиях выступала за клубы «Ljungby FIK» и «Atleticum Växjö SK».
Дебютировала на международной арене в 2011 году на чемпионате мира среди юношей во Франции.
В 2017 году стала чемпионкой Европы среди молодёжи. За свои достижения была награждена знаком Федерации лёгкой атлетики Швеции.
В 2019 году победила на Кубке Европы по зимним метаниям.
Участвовала в трёх чемпионатах Европы в помещении (2015, 2017, 2019), двух чемпионатах Европы (2016, 2018), чемпионате мира (2017) и чемпионате мира в помещении (2018).
На Чемпионате Европы в помещении в польском Торуне в марте 2021 года установила новый национальный рекорд с результатом 19,29 и завоевала серебряную медаль чемпионата континента.

## Основные результаты
| Год  | Соревнования                            | Место проведения                     | Место  | Результат |
| ---- | --------------------------------------- | ------------------------------------ | ------ | --------- |
| 2011 | Чемпионат мира среди юношей             | Лилль, Франция                       | 10     | 13,54 м   |
| 2012 | Чемпионат мира среди юниоров            | Барселона, Испания                   | 5      | 15,20 м   |
| 2013 | Чемпионат Европы среди юниоров          | Риети, Италия                        | 13 (q) | 14,32 м   |
| 2014 | Чемпионат мира среди юниоров            | Юджин, США                           | 6      | 16,29 м   |
| 2015 | Кубок Европы по метаниям среди молодёжи | Лейрия, Португалия                   | 4      | 16,39 м   |
| 2015 | Чемпионат Европы в помещении            | Прага, Чехия                         | 10 (q) | 16,61 м   |
| 2015 | Чемпионат Европы среди молодёжи         | Таллин, Эстония                      | 4      | 16,73 м   |
| 2016 | Кубок Европы по метаниям среди молодёжи | Арад, Румыния                        | 1      | 16,08 м   |
| 2016 | Чемпионат Европы                        | Амстердам, Нидерланды                | 20 (q) | 16,11 м   |
| 2017 | Кубок Европы по метаниям среди молодёжи | Лас-Пальмас-де-Гран-Канария, Испания | 1      | 17,53 м   |
| 2017 | Чемпионат Европы в помещении            | Белград, Сербия                      | 4      | 18,13 м   |
| 2017 | Чемпионат Европы среди молодёжи         | Быдгощ, Польша                       | 1      | 18,14 м   |
| 2017 | Чемпионат мира                          | Лондон, Великобритания               | 20 (q) | 17,31 м   |
| 2018 | Кубок Европы по метаниям                | Лейрия, Португалия                   | 4      | 17,88 м   |
| 2018 | Чемпионат мира в помещении              | Бирмингем, Великобритания            | 13     | 17,23 м   |
| 2018 | Чемпионат Европы                        | Берлин, Германия                     | 11     | 17,09 м   |
| 2019 | Кубок Европы по метаниям                | Шаморин, Словакия                    | 1      | 18,44 м   |
| 2019 | Чемпионат Европы в помещении            | Глазго, Великобритания               | 6      | 18,21 м   |